# Leigrijze elenia
De leigrijze elenia (Elaenia strepera) is een zangvogel uit de familie Tyrannidae (tirannen).

## Verspreiding en leefgebied
Deze soort broedt in Bolivia en noordwestelijk Argentinië en overwintert noordelijk tot in Venezuela.

## Status
De grootte van de populatie is niet gekwantificeerd maar de soort wordt omschreven als schaars. Op de Rode lijst van de IUCN heeft deze soort de status niet bedreigd.